# Julián Araujo
Pour les articles homonymes, voir Araujo (homonymie).
Julián Araujo, né le 13 août 2001 à Lompoc en Californie, est un footballeur international mexicain qui évolue au poste d'arrière droit à l'AFC Bournemouth. 
Il dispose également de la citoyenneté américaine.

## Biographie

### En club

#### Débuts avec le Galaxy de Los Angeles
Né à Lompoc en Californie aux États-Unis, Julian Araujo est formé au Galaxy de Los Angeles.
Le 17 mars 2019, Araujo joue son premier match avec l'équipe première, à l'occasion d'une rencontre de Major League Soccer face à Minnesota United, lors de la saison 2019. Son équipe s'impose sur le score de trois buts à deux ce jour-là. 
Le 8 octobre 2020, Julian Araujo inscrit son premier but en professionnel lors d'une rencontre de MLS perdue par son équipe face au Timbers de Portland. Le LA Galaxy s'incline lourdement par six buts à trois ce jour-là.
Le 20 septembre 2022, il est classé cinquième au palmarès 2022 des 22 joueurs de moins de 22 ans en MLS.

#### Arrivée au FC Barcelone B
Le 17 février 2023, son transfert du Galaxy de Los Angeles au FC Barcelone Atlètic est officiellement annoncé pour un montant autour de quatre millions de dollars,. Il signe un contrat jusqu'en juin 2026. À l'origine, ce transfert aurait dû être homologué le 31 janvier 2023 mais une erreur informatique a enregistré la transaction avec dix-huit secondes de retard entraînant des recours de la part de la formation catalane pour obtenir gain de cause.

#### Prêt à l'UD Las Palmas
Le 1 août 2023, il a été officiellement prêté sans option d'achat pour une saison à UD Las Palmas.

#### AFC Bournemouth
Le 13 août 2024, Julián Araujo quitte le FC Barcelone pour s'engager en faveur de l'AFC Bournemouth. Il signe un contrat de cinq ans, soit jusqu'en juin 2029.

### En sélection
Julian Araujo est sélectionné avec l'équipe des États-Unis des moins de 20 ans pour participer au championnat de la CONCACAF des moins de 20 ans en 2018. Lors de cette compétition organisée dans son pays natal, il joue deux matchs. Il se met en évidence en délivrant deux passes décisives lors de la large victoire face aux îles Vierges britanniques. Les jeunes américains remportent la compétition, en battant le Mexique en finale par deux buts à zéro. 
Avec cette même sélection, il participe à la Coupe du monde des moins de 20 ans en 2019, qui se déroule en Pologne. Il ne joue cependant aucun match lors de ce tournoi, où les jeunes américains se hissent jusqu'en quarts de finale, en étant battus par l'Équateur.
Le 1er février 2020, il figure pour la première fois sur le banc des remplaçants de l'équipe nationale A, mais sans entrer en jeu, lors d'une rencontre amicale face au Costa Rica (victoire 1-0).
Le 1er mars 2021, il est retenu dans la pré-liste de trente-et-un joueurs pour le tournoi pré-olympique masculin de la CONCACAF 2020 avec les moins de 23 ans. Dix jours plus tard, il est retenu dans la liste finale de vingt joueurs appelés à disputer le tournoi. Lors de ce tournoi organisé au Mexique, il dispute trois rencontres et les jeunes Américains sont éliminés en demi-finale par le Honduras,.

## Palmarès
États-Unis -20 ans
- Vainqueur du championnat de la CONCACAF des moins de 20 ans en 2018

 Mexique
- Vainqueur de la Gold Cup en 2023

## Statistiques
| Saison                | Club                     | Championnat           | Championnat | Championnat | Championnat | Coupe(s) nationale(s) | Coupe(s) nationale(s) | Coupe(s) nationale(s) | Compétition(s) continentale(s) | Compétition(s) continentale(s) | Compétition(s) continentale(s) | Compétition(s) continentale(s) | Séries | Séries | Séries | Total | Total | Total |
| Saison                | Club                     | Division              | M.          | B.          | P.d.        | M.                    | B.                    | P.d.                  | Comp.                          | M.                             | B.                             | P.d.                           | M.     | B.     | P.d.   | M.    | B.    | P.d.  |
| 2018                  | Galaxy II de Los Angeles | USL                   | 2           | 0           | 0           | -                     | -                     | -                     | -                              | -                              | -                              | -                              | -      | -      | -      | 2     | 0     | 0     |
| 2019                  | Galaxy de Los Angeles    | MLS                   | 18          | 0           | 1           | 1                     | 0                     | 0                     | LCup                           | 1                              | 0                              | 0                              | 0      | 0      | 0      | 20    | 0     | 1     |
| 2020                  | Galaxy de Los Angeles    | MLS                   | 17          | 1           | 2           | -                     | -                     | -                     | -                              | -                              | -                              | -                              | -      | -      | -      | 17    | 1     | 2     |
| 2021                  | Galaxy de Los Angeles    | MLS                   | 32          | 0           | 6           | -                     | -                     | -                     | -                              | -                              | -                              | -                              | -      | -      | -      | 32    | 0     | 6     |
| 2022                  | Galaxy de Los Angeles    | MLS                   | 35          | 1           | 5           | 4                     | 0                     | 0                     | -                              | -                              | -                              | -                              | 0      | 0      | 0      | 39    | 1     | 5     |
| Sous-total            | Sous-total               | Sous-total            | 102         | 2           | 14          | 5                     | 0                     | 0                     | -                              | 1                              | 0                              | 0                              | 0      | 0      | 0      | 108   | 2     | 14    |
| 2022-2023             | FC Barcelone Atlètic     | Primera Federación    | 0           | 0           | 0           | -                     | -                     | -                     | -                              | -                              | -                              | -                              | -      | -      | -      | 0     | 0     | 0     |
| Total sur la carrière | Total sur la carrière    | Total sur la carrière | 104         | 2           | 14          | 5                     | 0                     | 0                     | -                              | 1                              | 0                              | 0                              | 0      | 0      | 0      | 110   | 2     | 14    |